# Winterruhe
Als Winterruhe wird in der Gärtnerei und Botanik die Reaktion außertropischer Pflanzen auf die während des Winters herrschenden lebensfeindlichen Umweltbedingungen, insbesondere der Mangel an flüssigem Wasser, bezeichnet. Bezieht sich die Winterruhe auf Samen oder Knospen, spricht man von Keimruhe oder Dormanz.

## Zoologische Winterruhe
Entgegen der weit verbreiteten Annahme gibt es neben dem Winterschlaf keine Winterruhe bei gleichwarmen Tieren. Während oft die hohe Temperatur bei überwinternden großen Säugetieren wie Schwarzbären als Beleg für eine Winterruhe geführt wurde, ist diese ein Ergebnis der großen wärmespeichernden Masse. Die Stoffwechselaktivität, ein Hauptcharakteristikum von Winterschlaf, sinkt dennoch auf ein niedriges Level.
Generell ist Körpertemperatur ein schlechtes Merkmal von Winterschlaf, da Lemuren Trockenzeiten überstehen, indem sie in den Winterschlaf gehen. Dabei können sie aufgrund des tropischen Wetters Körpertemperaturen von über 30 °C haben.

## Gärtnerische Winterruhe
Im gärtnerischen Sinn bezeichnet die Winterruhe der nichttropischen Vegetation den Abwurf des Blattwerks der Laubbäume bzw. das Absterben der oberirdischen Pflanzenteile der „winterharten“ mehrjährigen krautigen Pflanzen. Wintergetreidearten schossen und blühen im Frühjahr nur nach Vernalisation in der winterlichen Kälteperiode.

### Beendigung der Winterruhe
Für die Überwindung der Winterruhe benötigen die meisten Pflanzen eine Kälteperiode von oft 3–5 Wochen Länge bei 0,5–5 °C. Je stärker die tatsächliche Temperatur davon abweicht, desto mehr verlängert sich diese Zeitspanne. Während der Ruhe werden Hemmstoffe wie Abscisinsäure langsam abgebaut.

### Abgrenzung
Als Zwangsruhe bezeichnet man den Zustand nach Erfüllung des Kältebedürfnisses vor Ende des Winters, wenn Außenfaktoren das Austreiben verhindern.